# Састав атомског језгра
У састав атомског језгра улазе протони и неутрони, који се заједно називају нуклеони. Протон је позитивно наелектрисан, и његово наелектрисање има апсолутну вредност једнаку наелектрисању електрона. Неутрон није наелектрисан. Масе протона и неутрона су приближно једнаке. Масени број представља збир броја протона који је једнак редном броју Z и броју електрона и неутрона N. Ознака масеног броја је A. ({\displaystyle A=Z+N}).
Општи симбол за означавање језгра атома је:
{\displaystyle X_{Z}^{A}}
где X означава симбол хемијског елемента, Z у доњем левом углу редни број елемента у Периодном систему елемената, а A масени број.
Маса језгра је врло мала и изражава се атомском јединицом масе. Она се означава са u и износи:
{\displaystyle u=1,66\cdot 10^{-27}kg}
Масе протона и неутрона износе:
{\displaystyle m_{p}=1,00727663u} {\displaystyle m_{n}=1,0086654u}